# كأس هولندا 1981–82
كأس هولندا 1981–82 (بالهولندية: KNVB beker 1981/82)‏ هو الموسم 64 من كأس هولندا. أشرف على تنظيمه الاتحاد الملكي الهولندي لكرة القدم، وكان عدد الأندية المشاركة فيه 46، وفاز فيه إي زد ألكمار.